# Gas 0095
Gas 0095 e albumul de debut al muzicianului de muzică electronică Mat Jarvis (High Skies) lansat sub numele de Gas. Albumul a fost creat și înregistrat în studioul său din Nottingham în decursul anului 1994 și lansat la casa de discuri Em:t Records (Emit Records) în Ianuarie 1995.
Album nu a avut parte de nici un fel de publicitate, cu toate acestea s-a vândut rapid doar din zvonuri. În prezent poate fi găsit printre colecționari sau pe site-uri web de licitație cum ar fi eBay. Albumul a fost codificat în 3D prin imensul și enorm de scumpul sistem de înregistrare și reproducere de sunet Roland Sound Space RSS 3D.
Albumul Gas 0095 a fost remasterizat și relansat la noua casă de discuri a lui Jarvis microscopics.

## Lista pieselor
1. "Generator"- 0:35
2. "Experiments On Live Electricity"- 16:39
3. "Microscopic"- 9:54
4. "Miniscule" - 0:02
5. "Pixels"- 1:27
6. "Vapourware"- 1:28
7. "Selenium"- 0:38
8. "Earthshake"- 8:57
9. "Mathematics And Electronics"- 12:49
10. "Timestretch"- 0:02
11. "Earthloop"- 3:45
12. "f"- 0:14
13. "Tellurium"- 0:32
14. "Discovery"- 11:00
15. "Generator 74"- 1:14

## Ciudățenii
- Piesa "Timestretch" este o piesă completă de patru minute, redusă la o secundă de sunet. Multe speculații s-au făcut asupra faptului dacă mai e posibilă sau nu o readucere a piesei la versiunea completă.
- Piesa "Minuscule" este o piesă de patru minute și jumătate redusă în durată la douăsprezece milisecunde și este concepută ca o "virgulă" între piese. [1]
- Sunt două piese în plus neincluse în listă, "Pink" și "Doom", ce apar la sfârșitul albumului. "Pink" este un instrumental scurt, în timp ce "Doom" e compusă din efecte de sunete ale ultimului nivel din clasicul joc de calculator al anilor 90', DOOM.

## Artwork
Release-urile casei de discuri Em:t, sunt cunoscute pentru designului grafic frapant al acestora, iar coperta 0095 nu este o diferență. Ea afișează o puternică mărire iconografică invertebrae ctenophora,  ca a unei nave extraterestre. Natura fotografiei de înaltă rezoluție se crede a fi fost aleasă de către artist, cu structura firmei de design britanice, The Designers Republic.